# Pota argentina
La pota argentina (Illex argentinus) o calamar illex, és un mol·lusc de l'ordre dels tèutides dins la família dels ommastrèfids del sud-oest de l'oceà Atlàntic.
És una de les espècies de calamar més comercialitzada al món, amb 511.087 tones collides l'any 2002, o el 23,3% de tota la collita de calamars.
Illex argentines és més freqüent a les costes d'Amèrica del Sud, al Brasil i l'Argentina. Són algunes de les espècies de calamars més buscades, ja que algunes de les pesqueries més grans del món es troben al llarg d'aquestes costes, capturant milions de lliures d'aquests calamars a l'any. Encara que són espècies relativament petites, tendeixen a formar comunitats denses, cosa que fa que siguin fàcils de pescar per tona.
S'utilitza en gastronomia per cuinar el popular plat de "calamars a la romana".